# Klykstjärtad drongo
Ej att förväxla med klykstjärtad drongogök.
Klykstjärtad drongo (Dicrurus adsimilis) är en fågel i familjen drongor inom ordningen tättingar.

## Utseende och läte
Klykstjärtad drongo är en helsvart fågel med rött öga och smal stjärt som spretar utåt i en klyka. Fågeln är ljudlig där sången består av olika omelodiska och mekaniska ljud, ibland även härmningar från andra fåglar. Arten liknar tvärstjärtad drongo men är större och har kluven, ej tvärt avskuren stjärt.

## Utbredning och systematik
Klykstjärtad drongo delas in i sex underarter med följande utbredning:
- Dicrurus adsimilis divaricatus – Senegal, Gambia och södra Mauretanien till sydvästra Tchad
- Dicrurus adsimilis lugubris – södra Tchad till Eritrea, Etiopien, norra Kenya och norra Somalia
- Dicrurus adsimilis adsimilis – västra Swaziland samt östra och södra Sydafrika
- Dicrurus adsimilis fugax – Uganda och Kenya till nordöstra Sydafrika och Swaziland
- Dicrurus adsimilis jubaensis – södra Etiopien och södraSomalia
- Dicrurus adsimilis apivorus – sydöstra Gabon och Kongo till norra Sydafrika

De båda taxonen divaricatus och lugubris urskildes tidigare som en egen art, "saheldrongo" (D. divaricatus) baserat på smärre skillnader i fjäderdräkten och DNA-studier som visade på närmare släktskap med skogslevande taxonet atactus hos sammetsdrongon. I en senare studie är detta dock mindre klart, där divaricatus kopplas till andra savannlevande taxon. Vidare verkar divaricatus och fugax övergå i varandra i norra Uganda och Kenya. International Ornithological Congress valde därför 2023 att slå ihop arterna igen, och denna linje följs här.

## Levnadssätt
Klykstjärtad drongo hittas olika typer av beskogade områden och öppna landskap, dock ej tät skog. Den ses sitta upprätt i övre delen av vegetationen, varifrån den gör utfall för att fånga insekter. Ibland slår den följe med stora däggdjur för att ta föda som de skrämmer upp.

## Status
Arten har ett stort utbredningsområde och beståndet anses vara stabilt. Internationella naturvårdsunionen IUCN listar den därför som livskraftig (LC).

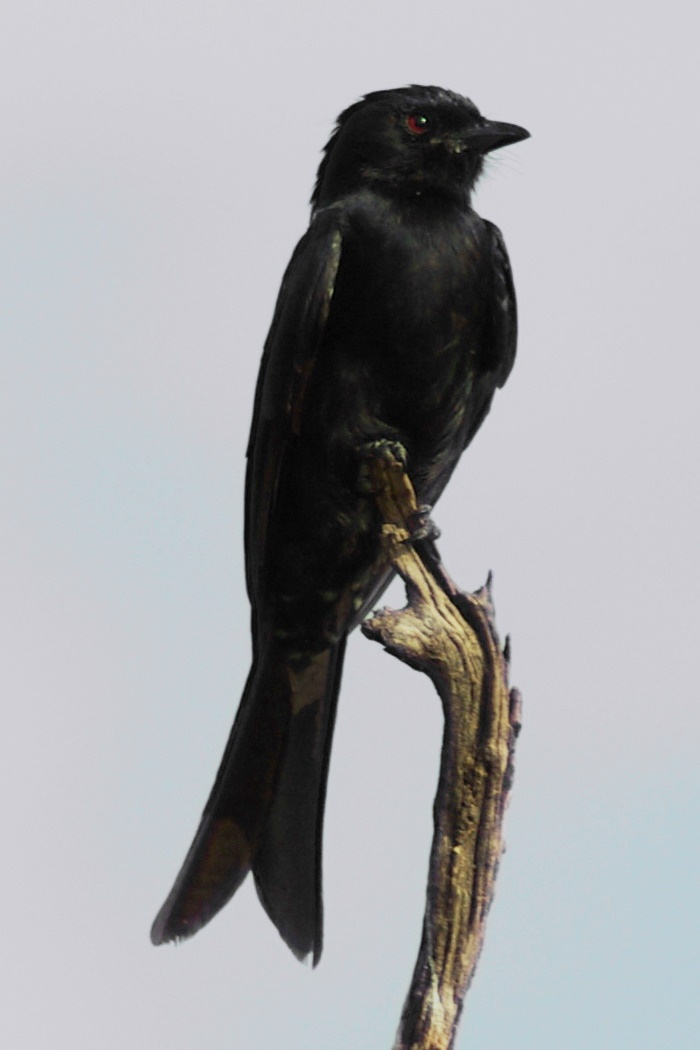
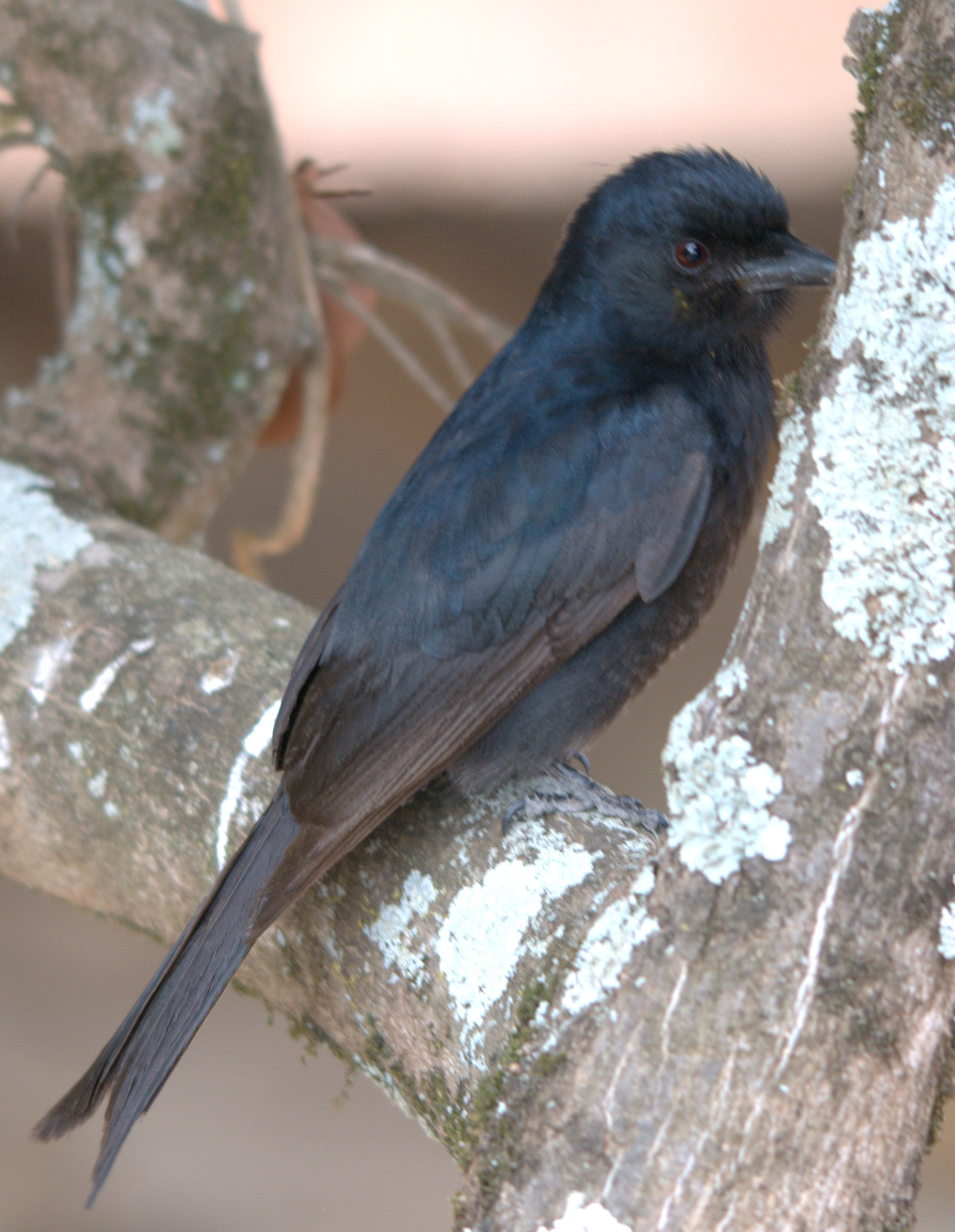
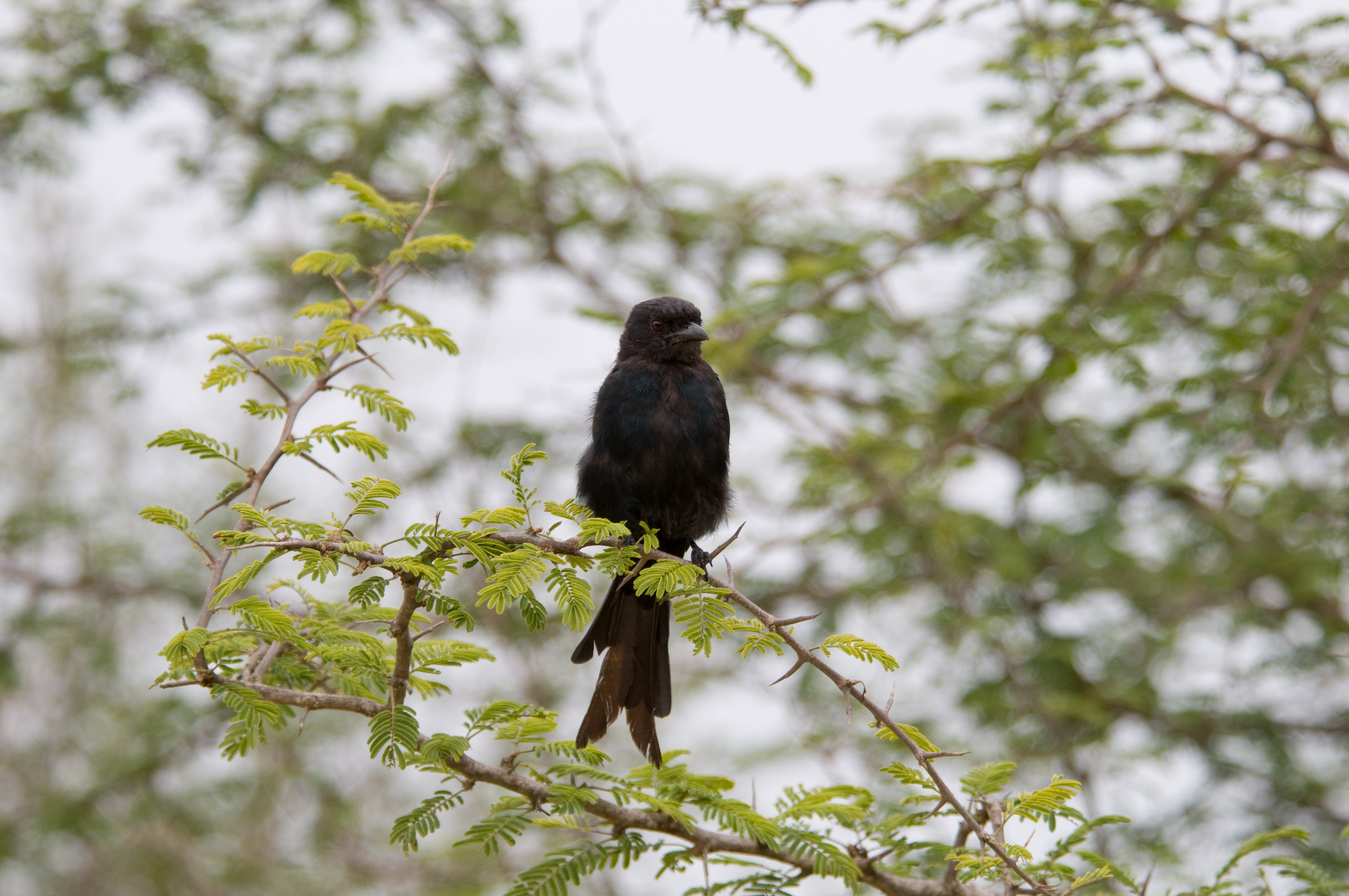
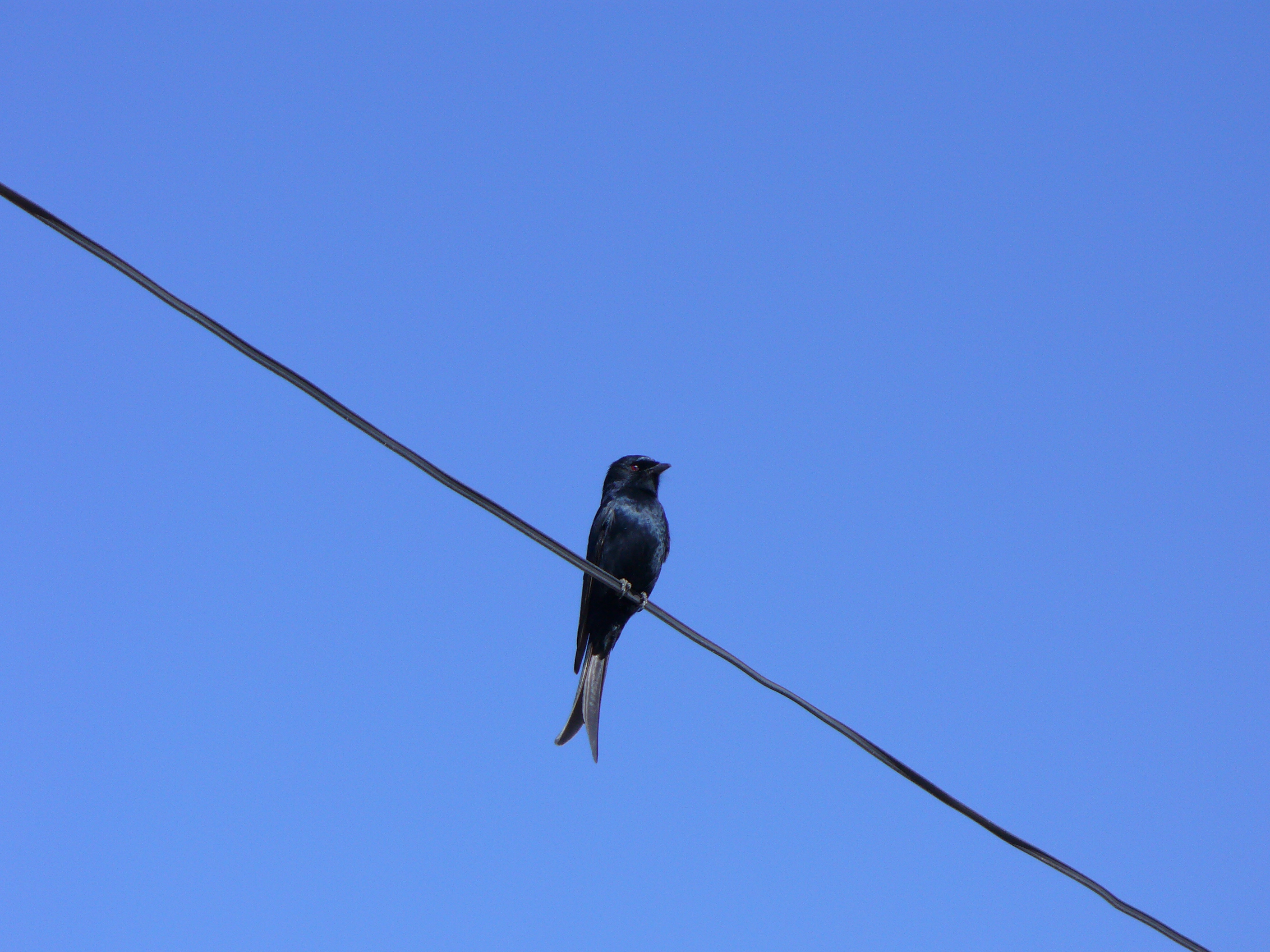